# 322 Phaeo
322 Phaeo là một tiểu hành tinh cỡ lớn, thuộc kiểu M, ở vành đai chính. Nó được A. Borrelly phát hiện ngày 27.11.1891 ở Marseilles, Pháp, và được đặt theo tên Phaeo, một nữ thần thuộc nhóm Hyades trong thần thoại Hy Lạp.